# Киси (обућа)
Киси (рус. Кисы) је врста традиционалне зимске обуће коју носе номадска племена у Сибиру. Највише се везује за угро-фински народ Ханти. Кисе су и мушка и женска обућа, али се разликују по величини и шарама. 
Ова обућа се шије од веома јаких трака које се праве од коже са ногу јелена. Ове траке су отпорне на хабање. Ђон киса се натапа масноћом да не би пропуштао воду приликом проласка кроз снег. Мушке и женске „кисе“ разликују се по величини и по шарама. Испод колена кисе се везују тракама како у њих не би упадао снег. 
Традиционално израђен пар обуће кисе се прави од четири ноге јелена. Ханти кожу са ногу јелена од које се израђују кисе зову камуси (рус. камусы). Доњи део обуће се израђује од коже која се налази између великог и малог копита јелена и личи на четку. Оваква израда ђонова омогућава да се обућа не клиза по снегу. Традиционално израђене кисе се често уместо концем прошивају жилама јелена. Обућа се након израде дими, да се у њој не би настанили мољци.
Ручна израда једног пара киса траје до годину дана. Дужина израде зависи од сложености шара којима се кисе украшавају. 
Испод киса се обувају чиже — чарапе од крзна.
Данас се модерније израђене кисе продају као сувенири или оригинална обућа. У сибирским градовима у аутономној области Хантија-Мансија се носи простија верзија ове обуће, од вештачког крзна, са ђоновима и непрошивене.